# Birth of the Dead
| Recensione    | Giudizio |
| ------------- | -------- |
| Allmusic      | [ 1 ]    |
| The Music Box | [ 2 ]    |

Birth of the Dead è una raccolta del gruppo rock statunitense Grateful Dead incentrata sull'inizio di carriera della band, pubblicata nel 2003 su doppio CD dall'etichetta Rhino Records.
Il set era stato già pubblicato in precedenza come parte del box set The Golden Road (1965–1973), nell'ottobre 2001, prima di essere pubblicato singolarmente. L'album è costituito da varie tracce in studio e dal vivo e da alcune cover.

## Tracce
CD 1
The Studio Sides
1. Early Morning Rain (Gordon Lightfoot) – 3:22
2. I Know You Rider (traditional) – 2:41
3. Mindbender (Confusion's Prince) (Jerry Garcia, Phil Lesh) – 2:41
4. The Only Time Is Now (Grateful Dead) – 2:24
5. Caution (Do Not Stop on Tracks) (Grateful Dead) – 3:17
6. Can't Come Down (Grateful Dead) – 3:04
7. Stealin' (instrumental) (Gus Cannon) – 2:40
8. Stealin' (w/ vocals) (Gus Cannon) – 2:36
9. Don't Ease Me In (instrumental) (traditional) – 2:01
10. Don't Ease Me In (w/ vocals) (traditional) – 2:02
11. You Don't Have to Ask (Grateful Dead) – 3:35
12. Tastebud (instrumental) (Ron McKernan) – 7:04
13. Tastebud (w/ vocals) (McKernan) – 4:35
14. I Know You Rider (traditional) – 2:36
15. Cold Rain and Snow (instrumental) (traditional) – 3:15
16. Cold Rain and Snow (w/ vocals) (traditional) – 3:17
17. Fire in the City (Peter Krug) – 3:19

CD 2
The Live Sides
1. Viola Lee Blues (Noah Lewis) – 9:39
2. Don't Ease Me In (traditional) – 2:43
3. Pain in My Heart (Naomi Neville) – 4:24
4. Sitting on Top of the World (Walter Vinson, Lonnie Chatmon) – 3:51
5. It's All Over Now, Baby Blue (Bob Dylan) – 5:12
6. I'm a King Bee (James Moore) – 8:52
7. Big Boss Man (Luther Dixon, Al Smith) – 5:11
8. Standing on the Corner (Grateful Dead) – 3:46
9. In the Pines (Slim Bryant, Clayton McMichen) – 4:55
10. Nobody's Fault but Mine (Blind Willie Johnson) – 4:15
11. Next Time You See Me (Earl Forest, Bill Harvey) – 2:47
12. One Kind Favor (Lightnin' Hopkins, Jules Taub) – 3:44
13. He Was a Friend of Mine (traditional) – 4:45
14. Keep Rolling By (traditional) – 7:57

## Formazione
Grateful Dead
- Jerry Garcia – chitarra, voce
- Bob Weir – chitarra, voce
- Phil Lesh – basso, voce
- Bill Kreutzmann – batteria
- Ron McKernan – organo, armonica, voce

Musicisti aggiuntivi
- Jon Hendricks – voce solista in Fire in the City